# Ilinka (Saki)
|  | Per a altres significats, vegeu «Ilinka». |

Ilinka (en (ucraïnès): Іллінка) és un poble de la República Autònoma de Crimea a Ucraïna, que el 2014 tenia 816 habitants. Pertany al districte rural de Saki.